# スリルな夜
スリルな夜（すりるなよる）は、フジテレビ系列 (FNS) で、2007年4月13日から2008年3月まで放送されたテレビ番組枠の冠タイトルであり、放送時間は毎週金曜日の23:00 - 23:30 (JST) 。
かつてのFNS加盟局であったテレビ山口でも、毎週月曜日の23:55 - 24:25 (JST) に放送されている。

## 番組シリーズ
- 第1弾 - 子育ての天才（2007年4月 - 6月）お笑いタレントを主役に据えたサスペンスコメディ。全11話と総集編1話の計12話。
- 第2弾 - イケメン合衆国（2007年7月 - 2008年3月）「スリルな夜」の本来のコンセプトとはほぼ繋がりのないトークバラエティ。

開始当初は1クール、もしくは1クール強の長さのドラマをオムニバス形式で行う、『世にも奇妙な物語』の連続ドラマ版のようなコンセプトだったが、第1シリーズとなる「子育ての天才」の視聴率が8%台と、時間帯として平凡な数字に終わったことや、さらにスタッフのほとんどがドラマの製作経験の無いバラエティ班だったためにモチベーションを大きく失い、ドラマを作る事が困難となった。よって第2シリーズとなるドラマの制作が中止になり、通常のバラエティ番組に企画趣旨を大幅に変更せざるを得なかった。実質上「イケメン合衆国」はスリルな夜シリーズ打ち切りのために作られたつなぎ番組であり、当初全4クール予定であったスリルな夜の放送枠を穴埋めしていたという状態であった。

## 関連番組
- 発掘!あるある大事典II（関西テレビ制作）

2007年1月中旬まで放送された形式上の前番組。
| フジテレビ系列 金曜23:00枠 | フジテレビ系列 金曜23:00枠 | フジテレビ系列 金曜23:00枠 |
| 前番組                     | 番組名                     | 次番組                     |
| -------------------------- | -------------------------- | -------------------------- |
| メントレG                  | スリルな夜                 | 理由ある太郎               |